# わかさいも本舗
株式会社わかさいも本舗（わかさいもほんぽ）は、北海道洞爺湖町に本拠に構える菓子製造メーカー。わかさグループに属する。

## 概要
北海道銘菓である「わかさいも」をはじめ、「いもてん」「有珠まん」「北海道じゃがッキー」などの菓子を製造・販売している。地ビールの醸造。回転寿司店「ちょいす」の店舗も経営。

## 沿革
「わかさグループ」の沿革。
- 1930年（昭和5年）、若狭函寿が石焼き芋に似せた菓子「焼きいも」を考案。黒松内駅で販売。洞爺湖町へ移り「わかさや」を創業。「わかさいも」に改名、製造・販売を開始。
- 1943年（昭和18年）、太平洋戦争による物資不足のため製造を中止。
- 1950年（昭和25年）、わかさいもの生産を再開。
- 1956年（昭和31年）、第一工場が完成。
- 1963年（昭和38年）、「株式会社わかさいも本舗」を設立。
- 1964年（昭和39年）、第二工場が完成。「五方焼」が販売開始。
- 1968年（昭和43年）、「いもてん」が販売開始。
- 1972年（昭和47年）、現在の第一工場・本社社屋が建設。
- 1977年（昭和52年）、有珠山噴火に伴い14日間休業。
- 1978年（昭和53年）、「うすまん」が販売開始。
- 1980年（昭和55年）、レストラン併設の洞爺湖本店を開業、外食産業に参入。札幌市豊平区平岸に洋菓子専門店「欧風菓子コートドール」を開業。
- 1981年（昭和56年）、有珠山ロープウェイの経営権を取得。
- 1982年（昭和57年）、噴火の影響により休業していた有珠山ロープウェイの運行を再開。
- 1989年（平成元年）、店舗と工場併設の「わかさいも本舗登別支社」を開設。札幌コートドール本社ビル建設。昭和新山火山村をオープン。
- 1994年（平成6年）、札幌市内に賃貸マンション「コートロティ」建設開始。
- 1997年（平成9年）、回転寿司店「ちょいす 登別店」を開業。
- 1998年（平成10年）、わかさいも登別東店に「のぼりべつ地ビール館」を開業。
- 1999年（平成11年）、海天丸7店舗の営業権を取得。
- 2000年（平成12年）、有珠山噴火により泉工場などが罹災。一時的に登別工場でわかさいもを生産。ワカサリゾート設立。
- 2002年（平成14年）、「札幌ぽっぽまんじゅう」が販売を開始。
- 2004年（平成16年）、宮城蔵王観光より経営権を取得。
- 2007年（平成19年）、「北海道じゃがッキー」が販売を開始。
- 2010年（平成22年）、若狭地所と札幌コートドールとの合併により「コートドールプロパティ」を設立。登別工場の増設工事が完成[3]。「北海道チョコじゃがッキー」販売開始[4]。

## 商品
- わかさいも
  - 石焼き芋をモチーフにした焼き菓子。
大福豆を使用した白餡でサツマイモの繊維をコンブで表現。
- 五方焼（ごつぽうやき）
  - 昭和新山をイメージした焼き菓子。
生地の上に小豆の餡子を包んで焼き上げた菓子。形状は、三角おにぎりの型で五面を鉄板にて焼き上げることに由来。山頂部分は黒ゴマで表現。
- いもてん
  - わかさいもの天ぷら。
- 有珠山銘菓 有珠まん
  - 1978年（昭和53年）の噴火で誕生した有珠新山にちなんで命名。
小豆の餡子をパイ生地に包んで焼き上げた菓子。
- 花小雪
- 恋生（Koiuma）
- 北海道じゃがッキー - ジャガイモを使用したクッキー
  - 北海道チーズじゃがッキー
  - 北海道チョコじゃがッキー
- きわみもち
- わかさいも本舗のおいしいまんじゅう - 温泉饅頭（黒糖まんじゅう）
- 鬼伝説
  - のぼりべつ地ビール館で醸造しているクラフトビールの総称。受賞歴多数（後述）。

など
かつてあった商品
- 雄北（カスター、メロン）シリーズ
  - 東京ばな奈・萩の月に似た形態の製品。ヒット商品であったが2000年3月31日に発生した有珠山噴火の影響により製造工場（泉工場）が被災して操業停止、製造機械・製造レシピの回収が困難な状況になり販売終了。2010年、雄北カスター・雄北メロンの販売を期間限定で再開した。
- 黒（CLOS）
- かつては商品詰め合わせセットを「あじくらべ」と名付け、「わかさいも」「いもてん」「五方焼」「うすまん」の4種詰め合わせで発売していた[5]が、現在は2種類詰め合わせの「おいもさん」となっている。

## 施設・店舗
株式会社わかさいも本舗運営の施設・店舗を記載。
工場
本社工場・配送センター（虻田郡洞爺湖町）
登別工場（登別市）
外食
のぼりべつ地ビール館（登別市）
ちょいす伊達店（伊達市）
ちょいす室蘭中央店（室蘭市）
ちょいす登別店（登別市）
ちょいす恵庭店（恵庭市）
ちょいす静内店（日高郡新ひだか町）
ちょいす旭川神楽店（旭川市）
ちょいす旭川大町店（旭川市）
ちょいす旭川豊岡店（旭川市）
菓子店
洞爺湖本店（虻田郡洞爺湖町）
イオン伊達店（伊達市）
伊達舟岡店（伊達市）
室蘭中島店（室蘭市）
室蘭中央店（室蘭市）
登別本店（登別市）
登別東店（登別市）
札幌アピア店（札幌市中央区）
新千歳空港店（千歳市）

## 関連会社
- ワカサリゾート - 観光・外食・物販事業を展開。
- ダブリュ・コーポレーション - 回転寿司店「海天丸」「北々亭」・炭火焼料理店などの外食産業・生花店の経営。
- コートドールプロパティ - 洋菓子店「欧風菓子コートドール」・フランス料理店「レストランコートドール」の経営や不動産事業を展開。

## 参考資料
- “わかさいも本舗の北海道チーズじゃがッキー”. 北海道ファンマガジン.   PNG Office (2011年1月26日). 2016年3月6日時点のオリジナルよりアーカイブ。2015年10月21日閲覧。
- “わかさいも本舗が作る地ビール「鬼伝説ビール」（登別市）”. 北海道ファンマガジン.   PNG Office (2012年6月1日). 2015年10月21日閲覧。